# 星つむぎの歌
『星つむぎの歌』（ほしつむぎのうた）は、平原綾香の14枚目のシングル。

## 解説
- タイトル曲は、国際宇宙ステーション日本実験棟「きぼう」の打ち上げ第1便に宇宙飛行士・土井隆雄が搭乗することに合わせて、彼への応援歌として作られた楽曲[1]。
- 2007年、宇宙航空研究開発機構(JAXA)による「宇宙連詩」に触発された山梨県立科学館の高橋真理子が「宇宙連詩山梨版」（主催：山梨県立科学館、山日グループ）を発案した[2][3][4][5]。「みんなで星を見上げ、その想いをつむいで共に歌をつくりましょう」との呼びかけのもと、作詞家で詩人の覚和歌子がつむぎだした最初のフレーズ「空の青さがなつかしいわけは」に続く歌詞が1行ごとに順次公募された[† 1][2][4][5]。半年かけて2167名から寄せられた2690通から、覚がひとつひとつを選び、つむぎだすことで、『星つむぎの歌』の歌詞が生まれた[2][6]。
- 2008年3月12日、中学生時代を甲府で過ごした土井隆雄[† 2]がスペースシャトル・エンデバーで2回目の国際宇宙ステーションに向かう際、贈られていた『星つむぎの歌』のCDを持参した[11][12]。土井は持参したCDをスペースシャトルの船内に浮かべ、窓越しに見える国際宇宙ステーションの太陽電池パドルと地球を背景に写真を撮った[2]。3月19日、土井夫人のリクエストによって『星つむぎの歌』がウェイクアップコールとして地上から国際宇宙ステーションに送信された。それを聞いて目覚めた土井は、歌の制作にかかわった人々に感謝の言葉を述べた[13]。
- 2009年、第76回（平成21年度）NHK全国学校音楽コンクール の「小学校の部 全国コンクール」のスペシャルステージ委嘱作品に選定され[14]、10月10日にはNHKホールにおいて3000人による合唱が行われた[15][16]。2009年10月31日から11月3日まで日本科学未来館とその周辺で行われたサイエンスアゴラ2009では、4日間の締めくくりとなる総括セッション（未来館ホール）において参加者全員による合唱（手話付き）が行われた[15][17][18][19]。

## 収録曲
1. 星つむぎの歌
  - 作詞：星つむぎの詩人たち、覚和歌子／作曲：財津和夫／編曲：財津和夫、清水俊也
2. 今・ここ・私
  - 作詞：覚和歌子／作曲：財津和夫／編曲：財津和夫、清水俊也
3. 星つむぎの歌～Vocal-less Track～

## タイアップ
星つむぎの歌
- 岩手めんこいテレビ『Break Point!』エンディングテーマ
- スリーエフ「つなごう まごころ 東北へ!」キャンペーンテーマソング

今・ここ・私
- フジテレビ系「モタスポS」エンディングテーマ
- ヒューマラボ「CORELEM L」CMソング

### 註釈
1. ↑  新月と満月の日を公募開始および発表の日とし、上弦と下弦の日を締め切りの日に設定した[4][5]。
2. ↑  甲府市立東中学校で3年間を過ごす[7]。中学1年の秋から太陽の黒点観測を始め、山梨県立科学館の前身である山梨県立青少年科学センターに通った[7]。1991年から超新星の観測を始め[8]、1997年に日本人初の船外活動を行った後の2002年と2007年に超新星を発見した[8][9]。土井が親しんだ青少年科学センターのプラネタリウム投えい機は母校に展示されている[10]。